# Gondysia consobrina
Gondysia consobrina (tên cũ là Dysgonia consobrina)  là một loài bướm đêm thuộc họ Erebidae. Loài này có ở Bắc Mỹ, từ North Carolina tới Louisiana. Người ta đã ghi nhận mẫu tại tất cả các bang đông nam ngoại trừ các bang Alabama và Tennessee.

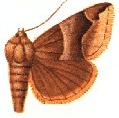
Minh họa

Có nhiều thế hệ một năm.
Không rõ cây chủ là cây gì.

## Hình ảnh

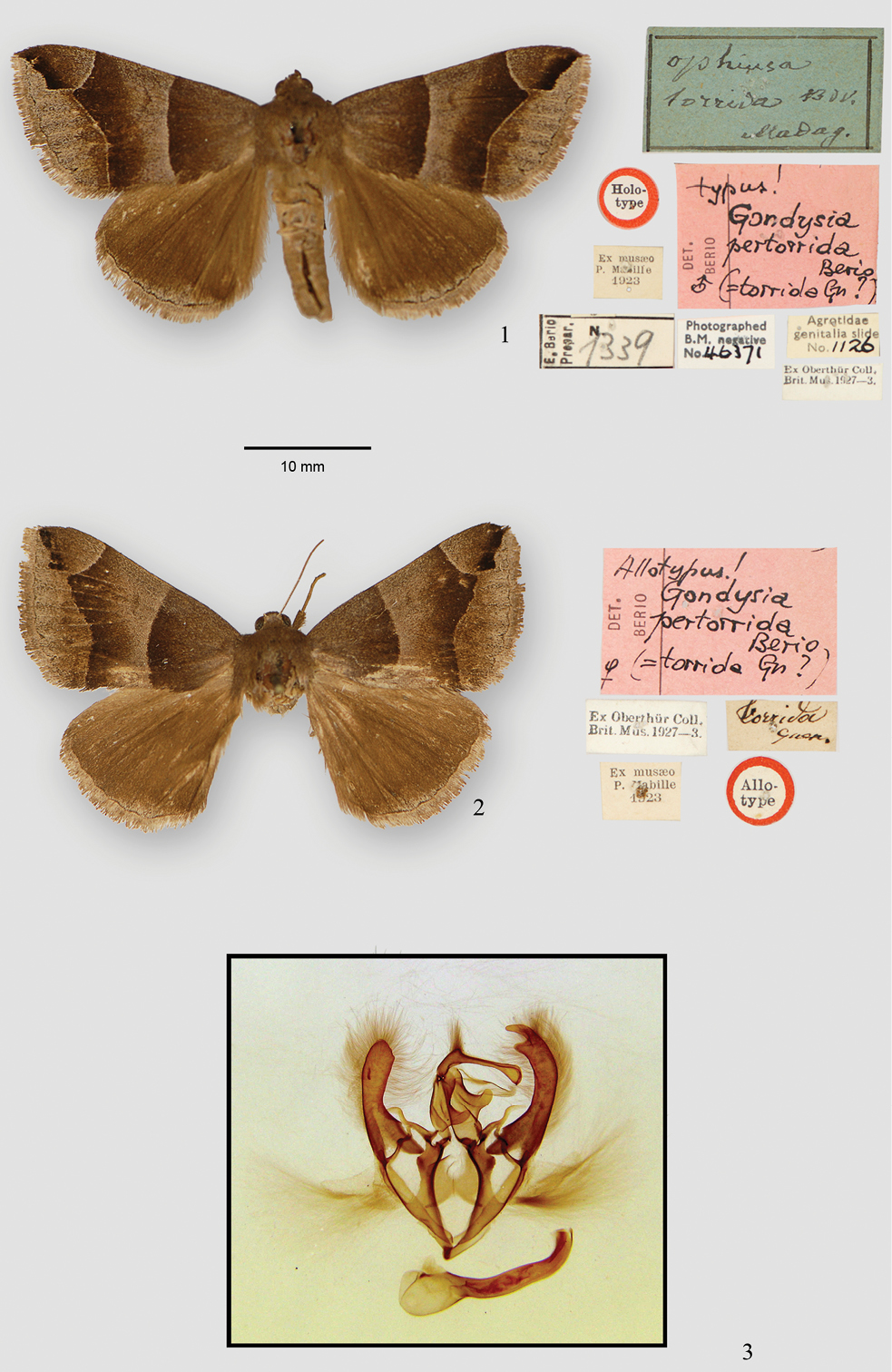